# Кольонія-Лудзь
Кольонія-Лудзь (пол. Kolonia Łódź) — село в Польщі, у гміні Любранець Влоцлавського повіту Куявсько-Поморського воєводства.
Населення — 128 осіб (2011).
У 1975-1998 роках село належало до Влоцлавського воєводства.

## Демографія
Демографічна структура станом на 31 березня 2011 року:
|          | Загалом | Допрацездатний вік | Працездатний вік | Постпрацездатний вік |
| -------- | ------- | ------------------ | ---------------- | -------------------- |
| Чоловіки | 66      | 10                 | 48               | 8                    |
| Жінки    | 62      | 13                 | 31               | 18                   |
| Разом    | 128     | 23                 | 79               | 26                   |